# يوجينة شديدة الحدة
أوجينيا شديدة الحدة (الاسم العلمي:Eugenia acutissima) هي نوع من النباتات تتبع جنس الأوجينيا من الفصيلة الآسية.